# Baksjön (Lits socken, Jämtland)
Baksjön är en sjö i Östersunds kommun i Jämtland och ingår i Indalsälvens huvudavrinningsområde. Sjön har en area på 0,929 kvadratkilometer och ligger 307 meter över havet.

## Delavrinningsområde
Baksjön ingår i det delavrinningsområde (700237-147432) som SMHI kallar för Utloppet av Baksjön. Medelhöjden är 352 meter över havet och ytan är 18,33 kvadratkilometer. Det finns inga avrinningsområden uppströms utan avrinningsområdet är högsta punkten. Vattendraget som avvattnar avrinningsområdet har biflödesordning 3, vilket innebär att vattnet flödar genom totalt 3 vattendrag innan det når havet efter 195 kilometer. Avrinningsområdet består mestadels av skog (77 procent). Avrinningsområdet har 1,17 kvadratkilometer vattenytor vilket ger det en sjöprocent på 6,4 procent.